# Судан на Светском првенству у атлетици у дворани 2022.
Судан је учествовао на 18. Светском првенству у атлетици у дворани 2022. одржаном у Београду од 18. до 20. марта десети пут. Репрезентацију Судана представљала је 1 такмичарка која се такмичила у трци на 1.500 метара.,
На овом првенству такмичарка Судана није освојила ниједну медаљу али је остварила најбољи резултат сезоне.

## Учесници
Жене:
- Амина Бакхит Барчам — 1.500 метара

## Резултати

### Жене
| Атлетичарка         | Дисциплина | Лични рекорд | Квалификација | Квалификација | Финале                | Финале  | Детаљи |
| Атлетичарка         | Дисциплина | Лични рекорд | Резултат      | Место         | Резултат              | Место   | Детаљи |
| ------------------- | ---------- | ------------ | ------------- | ------------- | --------------------- | ------- | ------ |
| Амина Бакхит Барчам | 1.500 м    | 4:19,15      | 4:30,90 ЛРС   | 7. у гр. 3    | Није се квалификовала | 18 / 19 |        |